# Dariusz Standerski
Dariusz Marian Standerski (ur. 16 lipca 1993 w Obornikach) – polski ekonomista i polityk, sekretarz stanu w Ministerstwie Cyfryzacji (od 2023).

## Życiorys
Syn Małgorzaty i Mirosława. Pochodzi z Rożnowa. W okresie szkolnym był stypendystą Krajowego Funduszu na rzecz Dzieci. Ukończył na Uniwersytecie Warszawskim studia ekonomiczne (licencjat – 2016, magister – 2017, doktorat - 2023) oraz prawnicze (magister – 2017) w ramach Międzydziedzinowych Indywidualnych Studiów Humanistycznych. W 2023 uzyskał na Uniwersytecie Warszawskim stopień doktora nauk społecznych w dyscyplinie ekonomia i finanse na podstawie napisanej pod kierunkiem Macieja Tymińskiego dysertacji Relations in the power structure in the Soviet-type economy. Institutional analysis of the Polish People's Republic 1970–1983.
Wykładowca w Zakładzie Historii Gospodarczej Wydziału Nauk Ekonomicznych Uniwersytetu Warszawskiego. Od 2012 do 2015 pracował w Instytucie Badań nad Gospodarką Rynkową. W latach 2015–2023 był głównym ekonomistą i członkiem Zarządu Fundacji Kaleckiego. W latach 2019–2023 pracował jako dyrektor ds. legislacji w Koalicyjnym Klubie Parlamentarnym Lewicy. 13 grudnia 2023 został powołany na stanowisko sekretarza stanu w Ministerstwie Cyfryzacji.
Należał do partii Wiosna, z ramienia której w 2019 kandydował do Parlamentu Europejskiego z poznańskiego okręgu wyborczego, nie uzyskując mandatu. Jako przedstawiciel tego ugrupowania w wyborach parlamentarnych w tym samym roku kandydował z 1. miejsca listy Sojuszu Lewicy Demokratycznej do Sejmu w okręgu pilskim. Po połączeniu SLD i Wiosny w 2021 został członkiem Zarządu Krajowego Nowej Lewicy. W wyborach w 2023 otwierał jej listę do Sejmu w okręgu pilskim, ponownie nie uzyskując mandatu.
Członek poznańskiego oddziału Polskiego Towarzystwa Ekonomicznego.

## Wyniki w wyborach
| Wybory | Komitet wyborczy | Komitet wyborczy             | Organ                                           | Okręg | Wynik         |
| ------ | ---------------- | ---------------------------- | ----------------------------------------------- | ----- | ------------- |
| 2019   |                  | Wiosna                       | Parlament Europejski IX kadencji                | nr 7  | 6 913 (0,58%) |
| 2019   |                  | Sojusz Lewicy Demokratycznej | Sejm IX kadencji                                | nr 38 | 12 560 (3,6%) |
| 2023   |                  | Nowa Lewica                  | Sejm X kadencji                                 | nr 38 | 9 878 (2,39%) |
| 2024   |                  | Lewica                       | Sejmik Województwa Wielkopolskiego VII kadencji | nr 2  | 1 471 (0,66%) |